# Dominikanska republiken i olympiska sommarspelen 2016
Dominikanska republiken deltog med 29 deltagare vid de olympiska sommarspelen 2016 i Rio de Janeiro. Truppen tog totalt en bronsmedalj.

## Medaljörer
| Medalj | Namn        | Sport     | Gren            | Datum           |
| ------ | ----------- | --------- | --------------- | --------------- |
| Brons  | Luisito Pie | Taekwondo | Herrarnas 58 kg | 17 augusti 2016 |

## Boxning
Herrar
| Boxare               | Gren       | Omgång 1             | Omgång 2             | Kvartsfinal          | Semifinal            | Final                | Final            |
| Boxare               | Gren       | Motståndare Resultat | Motståndare Resultat | Motståndare Resultat | Motståndare Resultat | Motståndare Resultat | Placering        |
| -------------------- | ---------- | -------------------- | -------------------- | -------------------- | -------------------- | -------------------- | ---------------- |
| Leonel de los Santos | Flugvikt   | Finol (VEN) L 0–3    | Gick inte vidare     | Gick inte vidare     | Gick inte vidare     | Gick inte vidare     | Gick inte vidare |
| Héctor García        | Bantamvikt | Asanau (BLR) L 1–2   | Gick inte vidare     | Gick inte vidare     | Gick inte vidare     | Gick inte vidare     | Gick inte vidare |

## Bågskytte
| Bågskytt       | Gren                          | Rankningsomgång | Rankningsomgång | Omgång 1             | Omgång 2          | Omgång 3          | Kvartsfinal       | Semifinal         | Final / BM        | Final / BM       |
| Bågskytt       | Gren                          | Poäng           | Seed            | Motståndare Poäng    | Motståndare Poäng | Motståndare Poäng | Motståndare Poäng | Motståndare Poäng | Motståndare Poäng | Placering        |
| -------------- | ----------------------------- | --------------- | --------------- | -------------------- | ----------------- | ----------------- | ----------------- | ----------------- | ----------------- | ---------------- |
| Yessica Camilo | Damernas individuella tävling | 525             | 64              | Choi M-s (KOR) L 0–6 | Gick inte vidare  | Gick inte vidare  | Gick inte vidare  | Gick inte vidare  | Gick inte vidare  | Gick inte vidare |

## Cykling

### Landsväg
| Idrottare   | Gren                | Tid             | Placering       |
| ----------- | ------------------- | --------------- | --------------- |
| Diego Milán | Herrarnas linjelopp | Fullföljde inte | Fullföljde inte |

## Friidrott
Förkortningar
- Notera– Placeringar avser endast det specifika heatet.
- Q = Tog sig vidare till nästa omgång
- q = Tog sig vidare till nästa omgång som den snabbaste förloraren eller, i fältgrenarna, genom placering utan att nå kvalgränsen
- NR = Nationellt rekord
- N/A = Omgången fanns inte i grenen
- Bye = Idrottaren behövde inte tävla i omgången

Herrar
Bana och väg
| Idrottare                                                                                   | Gren                          | Heat     | Heat      | Semifinal        | Semifinal        | Final            | Final            |
| Idrottare                                                                                   | Gren                          | Resultat | Placering | Resultat         | Placering        | Resultat         | Placering        |
| ------------------------------------------------------------------------------------------- | ----------------------------- | -------- | --------- | ---------------- | ---------------- | ---------------- | ---------------- |
| Stanly del Carmen                                                                           | Herrarnas 200 meter           | 20,55    | 6         | Gick inte vidare | Gick inte vidare | Gick inte vidare | Gick inte vidare |
| Yancarlos Martínez                                                                          | Herrarnas 200 meter           | 20,97    | 7         | Gick inte vidare | Gick inte vidare | Gick inte vidare | Gick inte vidare |
| Gustavo Cuesta                                                                              | Herrarnas 400 meter           | 46,92    | 7         | Gick inte vidare | Gick inte vidare | Gick inte vidare | Gick inte vidare |
| Luguelín Santos                                                                             | Herrarnas 400 meter           | 45,61    | 2 Q       | 44,71 SB         | 4                | Gick inte vidare | Gick inte vidare |
| Yohandris Andújar Mayobanex de Óleo Stanly del Carmen Yancarlos Martínez Christopher Valdez | Herrarnas 4x100 meter stafett | DSQ      | DSQ       | i.u.             | i.u.             | Gick inte vidare | Gick inte vidare |
| Luis Charles Gustavo Cuesta Máximo Mercedes Juander Santos Luguelín Santos Yon Soriano      | Herrarnas 4x400 meter stafett | 3:01,76  | 5         | i.u.             | i.u.             | Gick inte vidare | Gick inte vidare |

Damer
Fältgrenar
| Idrottare     | Gren             | Kval    | Kval      | Final            | Final            |
| Idrottare     | Gren             | Distans | Placering | Distans          | Placering        |
| ------------- | ---------------- | ------- | --------- | ---------------- | ---------------- |
| Ana José Tima | Damernas tresteg | 13,61   | 27        | Gick inte vidare | Gick inte vidare |

Bana och väg
| Idrottare       | Gren               | Heat     | Heat      | Semifinal        | Semifinal        | Final            | Final            |
| Idrottare       | Gren               | Resultat | Placering | Resultat         | Placering        | Resultat         | Placering        |
| --------------- | ------------------ | -------- | --------- | ---------------- | ---------------- | ---------------- | ---------------- |
| Mariely Sánchez | Damernas 200 meter | 23,39    | 7         | Gick inte vidare | Gick inte vidare | Gick inte vidare | Gick inte vidare |

## Judo
| Idrottare    | Gren                          | Omgång 1             | Omgång 2             | Kvartsfinaler           | Semifinaler             | Återkval             | Final / BM              | Final / BM       |   |
| Idrottare    | Gren                          | Motståndare Resultat | Motståndare Resultat | Motståndare Resultat    | Motståndare Resultat    | Motståndare Resultat | Motståndare Resultat    | Placering        |   |
| ------------ | ----------------------------- | -------------------- | -------------------- | ----------------------- | ----------------------- | -------------------- | ----------------------- | ---------------- | - |
| Wander Mateo | Herrarnas halv lättvikt −66kg | Bye                  | Kuku (COD) W 010–000 | Oleinic (POR) W 100–000 | Ebinuma (JPN) L 000–111 | Gick inte vidare     | Sobirov (UZB) L 000–100 | Gick inte vidare | 7 |

## Simning
| Simmare         | Gren                   | Heat  | Heat      | Semifinal        | Semifinal        | Final            | Final            |
| Simmare         | Gren                   | Tid   | Placering | Tid              | Placering        | Tid              | Placering        |
| --------------- | ---------------------- | ----- | --------- | ---------------- | ---------------- | ---------------- | ---------------- |
| Jhonny Pérez    | Herrarnas 100 m frisim | 51,50 | 52        | Gick inte vidare | Gick inte vidare | Gick inte vidare | Gick inte vidare |
| Dorian McMenemy | Damernas 50 m frisim   | 27,37 | 55        | Gick inte vidare | Gick inte vidare | Gick inte vidare | Gick inte vidare |

## Taekwondo
| Idrottare           | Gren             | Åttondelsfinaler     | Kvartsfinaler        | Semifinaer           | Återkval             | Final                   | Final            |
| Idrottare           | Gren             | Motståndare Resultat | Motståndare Resultat | Motståndare Resultat | Motståndare Resultat | Motståndare Resultat    | Placering        |
| ------------------- | ---------------- | -------------------- | -------------------- | -------------------- | -------------------- | ----------------------- | ---------------- |
| Luisito Pie         | Herrarnas −58 kg | Tuncat (GER) W DSQ   | Bragança (POR) W 4–1 | Hanprab (THA) L 7–11 | Bye                  | Tortosa (ESP) W 6–5 SUD | 3                |
| Moisés Hernández    | Herrarnas −80 kg | Güleç (GER) L 2–4    | Gick inte vidare     | Gick inte vidare     | Gick inte vidare     | Gick inte vidare        | Gick inte vidare |
| Katherine Rodríguez | Damernas +67 kg  | Dislam (MAR) L 1–5   | Gick inte vidare     | Gick inte vidare     | Gick inte vidare     | Gick inte vidare        | Gick inte vidare |

## Tennis
| Spelare                | Gren       | Omgång 1                           | Omgång 2          | Åttondelsfinaler  | Kvartsfinaler     | Semifinaler       | Final / BM        | Final / BM       |
| Spelare                | Gren       | Motståndare Poäng                  | Motståndare Poäng | Motståndare Poäng | Motståndare Poäng | Motståndare Poäng | Motståndare Poäng | Placering        |
| ---------------------- | ---------- | ---------------------------------- | ----------------- | ----------------- | ----------------- | ----------------- | ----------------- | ---------------- |
| Víctor Estrella Burgos | Herrsingel | Fognini (ITA) L 6–2, 6–7(4–7), 0–6 | Gick inte vidare  | Gick inte vidare  | Gick inte vidare  | Gick inte vidare  | Gick inte vidare  | Gick inte vidare |